# 中村乡 (禄丰市)
中村乡，是中华人民共和国云南省楚雄彝族自治州禄丰市下辖的一个乡镇级行政单位。

## 行政区划
中村乡下辖以下地区：
中村、河西村、叽啦村、棠海村、七峰村、阿勒村、鲁支村、山前村和峨山村。